# Ferdinand Müller-Rommel
Ferdinand Müller-Rommel (* 25. April 1952 in Hamburg) ist ein deutscher Politikwissenschaftler mit Forschungsschwerpunkten im Bereich der ländervergleichenden Parteien- und Regierungsforschung.

## Ausbildung und Beruf
Er studierte Politikwissenschaft und Germanistik an der Universität Tübingen und schloss 1976 mit einem „Master of Arts“ (M.A.) in Politikwissenschaft an der University of Florida (Gainesville/USA) ab. Es folgte ein Doktorandenstudium an der University of Michigan (Ann Arbor/Michigan) und die Promotion am Otto-Suhr Institut der Freien Universität Berlin (1981).
Nach seiner Tätigkeit als Politikberater im Bundeskanzleramt (Bonn) wurde Müller-Rommel zunächst wissenschaftlicher Mitarbeiter, dann Hochschuldozent an der Universität Lüneburg, wo er sich 1992 mit dem Thema „Grüne Parteien in Westeuropa“ habilitierte. Im Jahr 2000 erhielt er einen Ruf auf den Lehrstuhl für „Vergleich politischer Systeme und Politikfelder“ an der Universität Düsseldorf. Bereits drei Jahre später wechselte er zurück nach Lüneburg, um dort den neuen Lehrstuhl für Vergleichende Politikwissenschaft zu übernehmen. Von 2005 bis 2018 war er Leiter des von ihm gegründeten Zentrums für Demokratieforschung (ZDEMO) an der Leuphana Universität Lüneburg. Seit 2018 ist er Seniorprofessor am Institut für Politikwissenschaft der Leuphana Universität Lüneburg.
Ferdinand Müller-Rommel erhielt Fellowships und Gastprofessuren am European University Institute (Florenz/IT), an der Harvard University (Cambridge/USA), an der University of New England (Armidale, AUS), an der University of Miami (Coral Gables, USA) und an der University of California, Irvine (USA). Er war Executive Member und Vizepräsident des European Consortiums for Political Research (ECPR) (1994–2000) sowie Vizepräsident der Leuphana Universität Lüneburg von 1994–1998 und 2006–2012. Er ist Mitglied im wissenschaftlichen Beirat (editorial board) zahlreicher nationaler und internationaler peer review Zeitschriften, sowie Mitherausgeber der „ECPR series on Comparative Politics“ bei Oxford University Press (2013–2019). Von 2012 bis 2016 war er Mitglied des DFG Fachkollegium Sozialwissenschaften. Von 2016 war er 2018 Vorsitzender der Deutschen Vereinigung für Politikwissenschaft (DVPW). Von 2018–2021 war er Executive Member und von 2025-2027 Vice President der International Political Science Association (IPSA).

## Werke (Auswahl)

### Bücher
- mit Michelangelo Vercesi, Jan Berz: Prime Ministers in Europe: Changing Career Experiences and Profiles. Palgrave MacMillan 2022, ISBN 978-3-030-90890-4.
- Hrsg. mit Rudy Andeweg, Robert Elgie, Ludger Helms, Juliert Kaarbo: Oxford Handbook of Political Executives. Oxford: Oxford University Press 2020, ISBN 978-0-19-880929-6.
- mit Brigitte Geißel: Frontiers of Democracy. Special Issue: German Political Science Quarterly (Politische Vierteljahresschrift) Vol. 61 (2), 2020, ISSN (print) 0032-3470
- mit Fernando Casal BertoaParty: Politics and Democracy in Europe. London/New York: Routledge (West European Politics Series) 2015, ISBN 978-1-138-80056-4.
- mit Hans Keman: Party Government in the New Europe. London/New York: Routledge 2012, ISBN 978-0-415-61774-1.
- Hrsg. mit Florian Grotz: Regierungssysteme in Mittel- und Osteuropa. Die neuen EU-Staaten im Vergleich. Wiesbaden: VS Verlag 2011, ISBN 978-3-531-16586-8.
- mit Jean Blondel and Darina Malova: Governing New European Democracies. London: Palgrave Macmillan 2007, ISBN 1-4039-9404-8.
- mit Dirk Berg-Schlosser: Vergleichende Politikwissenschaft. Ein einführendes Studienhandbuch. Opladen: Leske Verlag (UTB-Reihe) 1987 (Neuauflage VS Verlag 2006), ISBN 978-3-8100-3860-9.
- mit Thomas Poguntke: Green Parties in National Governments. London: Frank Cass Publisher 2002. (übersetzt in Chinesisch. Shandong University Press 2005), ISBN 978-0-7146-8240-2.
- mit Richard Luther: Political Parties in the New Europe. Oxford: Oxford University Press 2002. (überarbeitete paperback edition, 2005), ISBN 978-0-19-925322-7.
- mit Jean Blondel: Cabinets in Eastern Europe. London: Palgrave/Macmillan Press 2001, ISBN 978-0-333-74879-4.

### Aufsätze
- mit Michelangelo Vercesi: Prime Ministerial Careers in the European Union: Does Gender make a Difference? In: European Politics and Society, Vol. 18, no. 2, 2017, S. 245–262.
- mit Detlef Jahn: Political Institutions and Policy Performance: A Comparative Analysis of Central Eastern Europe. In: Journal of Public Policy (2010), Vol. 30, No. 1, S. 23–44. (with ).
- Prime Ministerial Staff in Central Eastern European Democracies. In: Journal of Communist Studies and Transition Politics (2008), S. 256–271.
- mit Philipp Harfst und Henrike Schultze: Von der typologischen zur dimensionalen Analyse parlamentarischer Demokratien: konzeptionelle Überlegungen am Beispiel Mittelosteuropas. In: Politische Vierteljahresschrift 2008, S. 669–694. (Ausgezeichnet mit dem zweiten Preis der Fritz-Thyssen-Stiftung für den besten sozialwissenschaftlichen Zeitschriftenartikel des Jahrgangs 2008).